# Abraham Chear
Abraham Chear († 1668) war ein englischer Geistlicher und Verfasser von Kinder- und Jugendliteratur.
Chear war baptistischer Geistlicher und Dichter. Seine Kindergeschichten und -gedichte schrieb er im Gefängnis. Henry Jessey hat die Texte gesammelt und unter dem Titel A Looking-glass for Children: Being a Narrative of God’s Gracious Dealings with Some Little Children (1672) herausgegeben.
Chears Gedichte, die auch in Briefform und als gereimte Lyrik erscheinen, greifen Kindheitsgeschichten aus dem Alten Testament auf; der religiöse Ansatz ist darin von großer Bedeutung. Das Buch A Looking-glass galt als großer Erfolg und wurde bis 1708 viermal aufgelegt. Andere Gedichte von Chear wurden ohne Autorenangabe veröffentlicht, wie etwa im Buch von Nathaniel Crouch, Youth’s Divine Pastime.
Chear ist der Literaturkritik des 20. Jahrhunderts besonders durch sein Gedicht To a Sweet Virgin bekannt. Das Refrain, “’Tis pitty, such a pretty Maid / As I should go to Hell” gilt für moderne Leser als abstoßend. Dennoch ist gut bewiesen, wie erfolgreich und beliebt Chear vor seinem (teils puritanisch geprägten) Publikum war.

## Werke
- A Looking-Glass for Children: Being a Narrative of God’s Gracious Dealings with Some Little Children. London, 1673.
- Sighs for Sion, or, Faith and Love. London, 1657.